# Koleje wąskotorowe w Zagłębiu Ostrawsko-Karwińskim
Koleje wąskotorowe w Zagłębiu Ostrawsko-Karwińskim – sieć wąskotorowej kolei podmiejskiej łącząca w latach 1902–1973 miejscowości północno-wschodniej części Zagłębia Ostrawsko-Karwińskiego oraz posiadająca cechy systemu tramwajowego – na wielu odcinkach wagony jeździły po ulicach. Łączna długość torów o rozstawie 760 mm wynosiła 63 km. Eksploatowane były zarówno w ruchu pasażerskim, jak i towarowym.
Pierwsza linia powstała w 1902 i łączyła Stary Bogumin z Nowym. Dwa lata później powstała linia z Gruszowa do Śląskiej Ostrawy, a w 1909 z Morawskiej Ostrawy do Karwiny. W 1912 powstały „Śląskie Koleje Krajowe”, które przejęły linię Gruszów – Śląska Ostrawa i przystąpiły do budowy nowych: Śląska Ostrawa – Michałkowice (1912), Karwina – Frysztat (1912), Karwina – Nowy Bogumin (1913), Orłowa Kopaniny – Orłowa rynek (1913) oraz Nowy Bogumin – Gruszów (1914). W 1949 „Śląskie Koleje Krajowe” (do których dwa lata wcześniej włączono „Miejską Kolej Elektryczna w Boguminie”) oraz „Kolej Lokalna Ostrawa – Karwina” weszły w skład nowo utworzonych „Przedsiębiorstw Komunikacyjnych Miasta Ostrawy”. Chociaż w 1950 zbudowano nową linię ze Śląskiej do Morawskiej Ostrawy, a w 1953 przedłużono linię we Frysztacie do dzielnicy Nowe Miasto, to od 1954 rozpoczęto stopniową likwidację wąskotorówek. Ostatni odcinek, Nowy Bogumin – Gruszów, został zlikwidowany 1 października 1973.

## Historia

### Miejska Uliczna Kolej Parowa w Boguminie (1902–1916) / Miejska Kolej Elektryczna w Boguminie (1916–1947)
Pierwsza w Zagłębiu Ostrawsko-Karwińskim linia kolei wąskotorowej połączyła Stary Bogumin ze stanowiącym duży węzeł kolejowy Nowym Boguminem. Uruchomiona 22 grudnia 1902 jednotorowa linia o długości 3,5 km z trzema mijankami biegła od dworca w Nowym Boguminie, przez dzisiejsze ulice Dworcową (Nádražní) i Armii Czechosłowackiej (Československé armády), potem własnym torowiskiem wzdłuż drogi noszącej dziś nazwę ul. Śląskiej (Slezská) do rynku w Starym Boguminie (dziś nám. Svobody).
Przez pierwszy rok bogumińska wąskotorówka obsługiwana była przez tramwaje konne, jednak od początku planowano trakcję parową. Dlatego po zakupie wozów i zbudowaniu obrotnic na końcowych przystankach, 13 października 1903, rozpoczęto eksploatację tramwajów parowych. Operatorem linii zostało miejskie przedsiębiorstwo Miejska Uliczna Kolej Parowa w Boguminie (niem. Städtische Dampfstraßenbahn Oderberg, czes. Městská parní tramvajová dráha v Bohumíně).
W 1915 podjęto decyzję o elektryfikacji, którą przeprowadziła spółka AEG Union. Wagon motorowy do jej obsługi wypożyczono od Śląskich Kolei Krajowych (niem. Schlesische Landeseisenbahnen, czes. Slezské zemské dráhy). Wyjechał on na trasę 23 września 1916. Po elektryfikacji bogumińskie przedsiębiorstwo komunikacyjne przemianowano na Miejską Kolej Elektryczną w Boguminie (niem. Städtische Elektrischebahn Oderberg, czes. Městská elektrická dráha v Bohumíně). Tramwaje parowe powróciły jeszcze na kilka miesięcy w 1918 – w lutym wypożyczony wagon musiano zwrócić, a zakupiony nowy otrzymano dopiero w lipcu. Rok 1916 to również początek funkcjonowania przewozów towarowych.
Od 1922 miasto starało się o przejęcie linii przez Śląskie Koleje Krajowe, te jednak ze względu na jej zły stan techniczny i nierentowność nie były zainteresowane. Nastąpiło to dopiero w roku 1947.

### Morawskośląska Spółka Akcyjna Kolei Lokalnej (1904–1914)
Pierwsze plany połączenia Hruszowa ze Śląską Ostrawą pojawiły się w roku 1896; myślano wówczas o normalnotorowych (1435 mm) tramwajach elektrycznych.
Zdecydowano się jednak na parową kolej wąskotorową (760 mm). Projekt spółki „Ganz & comp.” zakładał, że będzie to pierwszy etap trasy z Hruszowa przez Śląską Ostrawę i Orłową aż do Karwiny (patrz niżej). Początkiem 1903 władze Śląskiej Ostrawy wraz z Morawskoostrawską Elektryczną Spółką Akcyjną (niem. Mährisch-Ostrauer Elektrische Aktion-Gesellschaft, czes. Moravsko-ostravská elektrářská akciová společnost) powołały Morawskośląską Spółkę Akcyjną Kolei Lokalnej (niem. Mährisch-Slesische Lokalbahn-Aktien-Gesellschaft, czes. Moravskoslezská akciová společnost místní dráhy), która miała linię wybudować, a następnie ją obsługiwać.
Jednotorową, z mijankami, linię o długości 3,1 km oddano do użytku 9 stycznia 1904. Biegła od fabryki sody w Hruszowie, wzdłuż dzisiejszej ul. Bogumińskiej (Bohumínská) do Mostu M. Sikory (Sýkorův most). W ruchu towarowym użytkowano również 900-metrowe jej przedłużenie ul. Cieszyńską (Těšínská) do kopalni Trójca.
Pierwotne plany budowy wąskotorówki przez Orłową do Karwiny z powodów finansowych zostały wkrótce porzucone. Również ze względów finansowych nie przedłużono linii z Hruszowa przez Wierzbicę do Pudłowa, co było poważnie rozważane w 1908. Dokonano za to elektryfikacji istniejącej linii – pierwszy elektryczny wagon MSAKL wyjechał na tory 1 listopada 1911. Trakcję parową pozostawiono tylko w ruchu towarowym.

### Kolej Lokalna Ostrawa – Karwina (1909–1949)

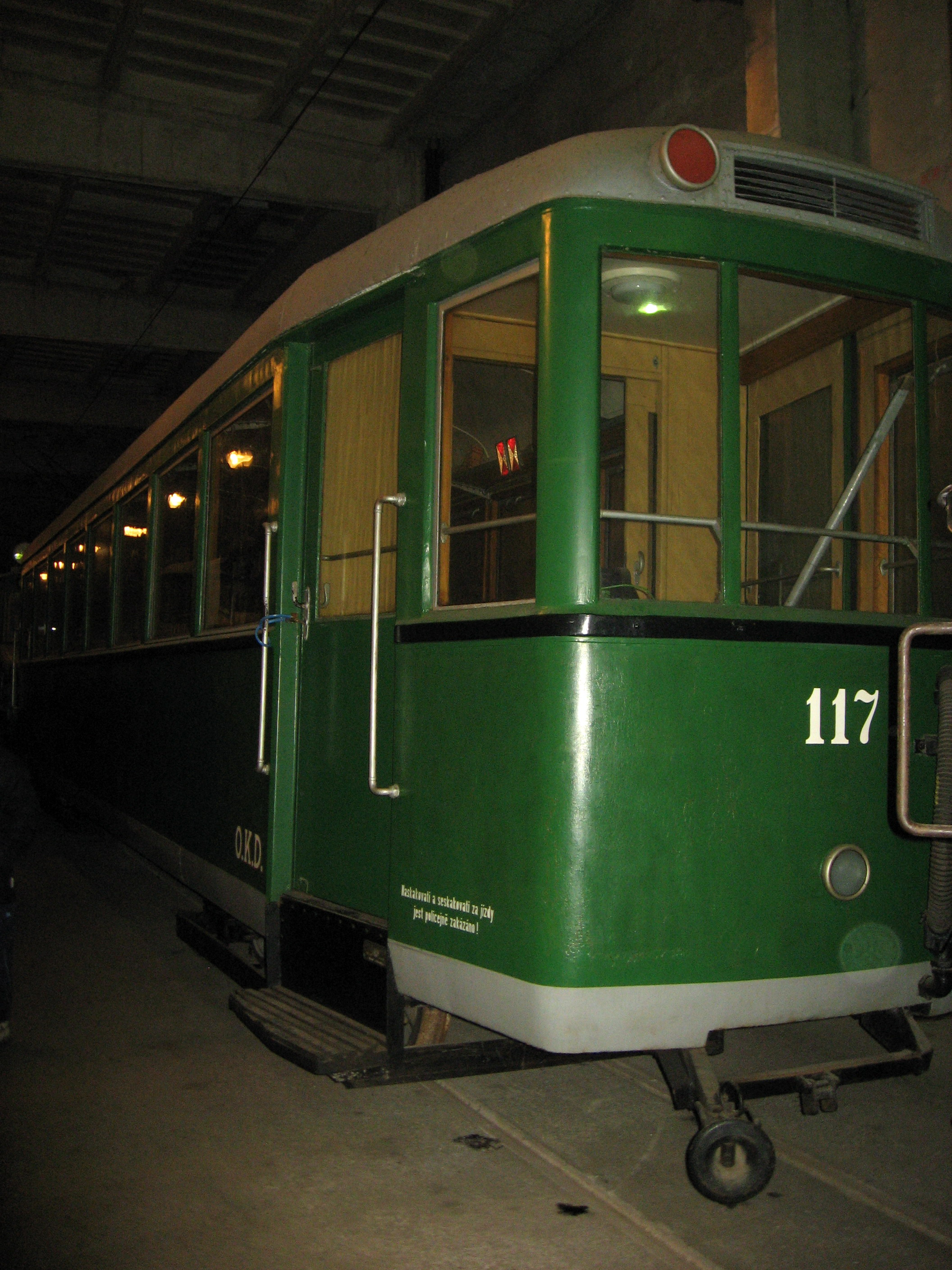
Wagon osobowy Kolei Lokalnej Ostrawa – Karwina z 1948 r. w Muzeum Technicznym w Brnie

Pierwsze plany połączenia do Karwiny sięgają przełomu XIX i XX wieku. Ówczesny projekt przygotowany przez spółkę „Ganz & comp.” zakładał budowę linii z Hruszowa przez Śląską Ostrawę, Radwanice, Orłową do dworca kolejowego w Karwinie. Po realizacji pierwszego etapu, Hruszów – Śląska Ostrawa, zarzucono z powodów finansowych plany dalszej budowy.
Zainteresowane linią były jednak władze miejskie Morawskiej Ostrawy, które uzyskały w 1907 koncesję na eksploatację elektrycznej kolei wąskotorowej. Przystąpiono do budowy według częściowo zmienionego projektu „Ganz & comp.” Nowa trasa liczyła 19,7 km, była jednotorowa z mijankami, o rozstawie toru 760 mm, prawie w całości biegła niezależnym torowiskiem. Zaczynała się w Morawskiej Ostrawie na dzisiejszym pl. B. Smetany (Smetanovo nám.), następnie biegła śladem współczesnej linii tramwajowej na Hranecznik, potem przez Radwanice, Pietwałd, Orłową do dworca kolejowego w Karwinie (dworzec w dzielnicy Kopalnie, obecnie wyłącznie towarowy). Ponadto wybudowano w Śląskiej Ostrawie, wzdłuż rzeki Ostrawicy, ponadkilometrowy łącznik z linią do Hruszowa (która początek miała przy moście Sikory).
Eksploatację linii rozpoczęto 9 kwietnia 1909, jej operatorem było przedsiębiorstwo Kolej Lokalna Ostrawa – Karwina (niem. Localbahn Ostrau – Karwin, czes. Místní dráha Ostrava – Karviná). Początkowo wagony osobowe jeździły również poprzez wspomniany łącznik do Śląskiej Ostrawy, jednak z powodu niskiej frekwencji kursy te zlikwidowano w 1914 (ruch towarowy na tym odcinku pozostał). W latach 30., w czasach wielkiego kryzysu, na skutek problemów finansowych przewozy pasażerskie zostały poważnie ograniczone, a przewozy towarowe nawet na pewien czas zawieszone.
Nowa granica z 1938 podzieliła linię – Morawska Ostrawa, Śląska Ostrawa i Radwanice pozostały w Czechosłowacji, zaś Pietwałd, Orłowa i Karwina znalazły się w Polsce. W efekcie powstały dwie odrębne linie: Morawska Ostrawa – Radwanice oraz Pietwałd – Karwina. Ruch na całej długości został przywrócony dopiero w 1939, kiedy całe Zagłębie zostało zajęte przez Niemcy (potem w 1945 przywrócono granice sprzed 1938).
1 lipca 1949 Kolej Lokalna Ostrawa – Karwina stała się częścią Przedsiębiorstw Komunikacyjnych Miasta Ostrawy (czes. Dopravní podniky města Ostravy).

### Slezské zemské dráhy (1912–1949)

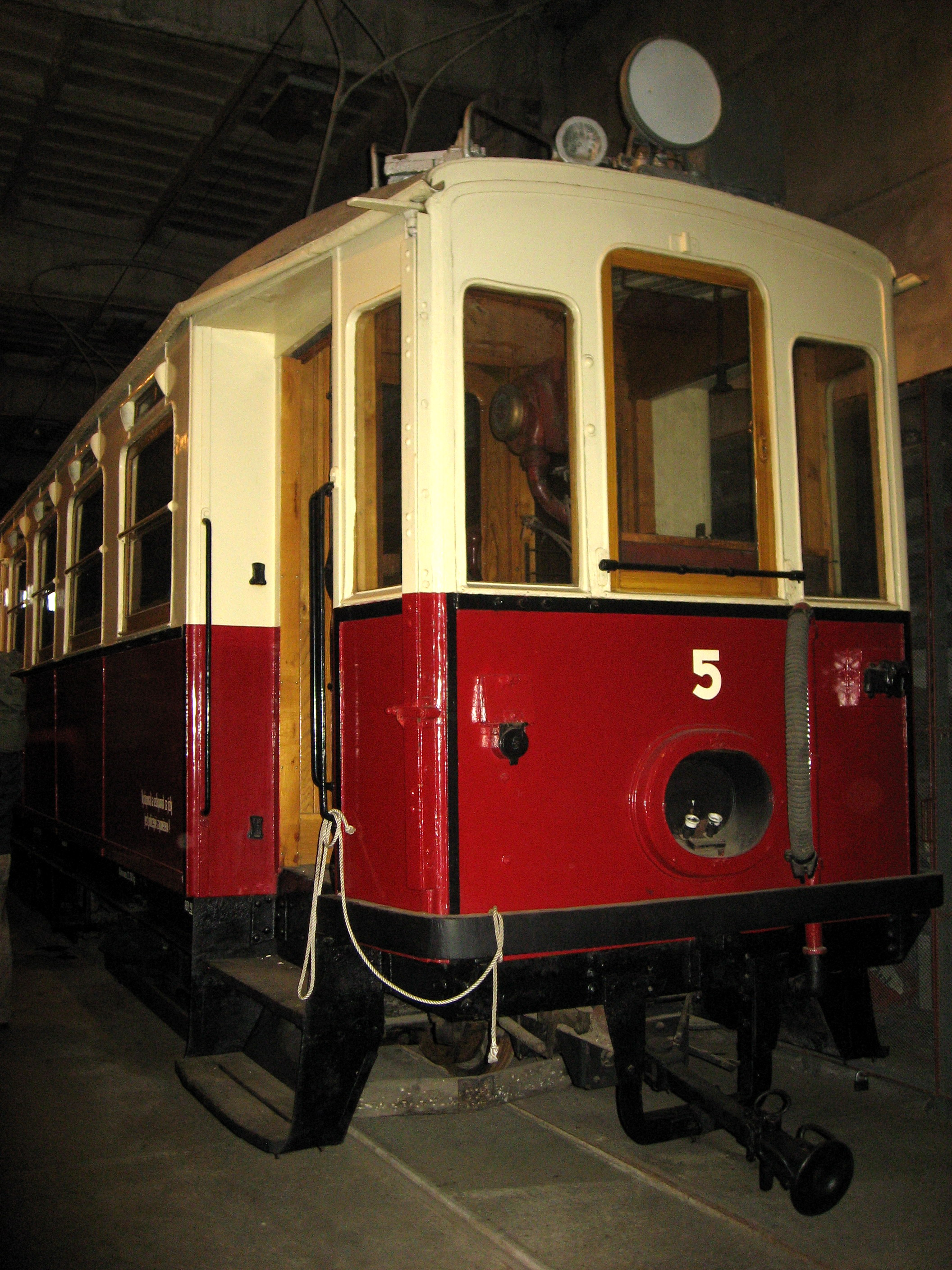
Wagon osobowy Śląskich Kolei Krajowych z 1912 r. w Muzeum Technicznym w Brnie

Śląskie Koleje Krajowe (niem. Schlesische Landeseisenbahnen, czes. Slezské zemské dráhy) powstały z inicjatywy śląskich władz krajowych w 1912 w celu budowy i obsługi lokalnych linii kolejowych w silnie uprzemysłowionym i zurbanizowanym Zagłębiu Ostrawsko-Karwińskim.
W latach 1912–1914 Slezské zemské dráhy zbudowały sześć tras kolei wąskotorowej (760 mm):
- Śląska Ostrawa, pl. Gagarina – Michałkowice, kopalnia Michał (1912)
- Karwina, dworzec – Frysztat, rynek (1912)
- Karwina, dworzec – Dąbrowa – Orłowa, Kopaniny – Lutynia Górna – Lutynia Dolna – Skrzeczoń – Nowy Bogumin, dworzec (1913)
- Orłowa, Kopaniny – Orłowa, rynek (1913)
- Nowy Bogumin, dworzec – Pudłów – Wierzbica – Hruszów (1914)

W 1914 r. Śląskie Koleje Krajowe przejęły linię Hruszów – Śląska Ostrawa (pierwsze wagony ŚKK na tę trasę wyjechały 2 lipca 1914), dzięki czemu połączyły linię michałkowicką z resztą sieci. W 1917 powstał nowy krótki odcinek od mostu Sikory (Sýkorův most) w Śląskiej Ostrawie do ul. 28 Października (28 října) w Morawskiej Ostrawie.

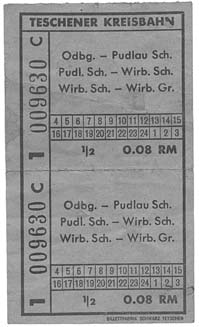
Bilet Cieszyńskiej Kolei Powiatowej

Wielki kryzys w latach 30. bardzo poważnie odbił się na sytuacji finansowej Śląskich Kolei Krajowych i tylko dotacje od władz Ziemi Morawskośląskiej uratowały przedsiębiorstwo przed upadkiem.
Nowa granica z 1938 r. podzieliła sieć ŚKK. W granicach Czechosłowacji pozostały linie Śląska Ostrawa – Hruszów i Śląska Ostrawa – Michałkowice, reszta zaś znalazła się w granicach Polski. Ponowne połączenie, pod nazwą Cieszyńskiej Kolei Powiatowej (niem. Teschener Kreisbahn, czes. Těšínská okresní dráha), nastąpiło w 1939 po zajęciu całego Zagłębia przez Niemcy.
W 1945 r. przywrócono oryginalną nazwę przedsiębiorstwa. Zniszczenia w końcu II wojny światowej (m.in. bombardowania zakładów przemysłowych) spowodowały znaczne utrudnienia w ruchu. Odbudowa niektórych odcinków ciągnęła się aż do jesieni 1946 r.
W 1947 r. Slezské zemské dráhy przejęły Miejską Kolej Elektryczną w Boguminie obsługującą linię ze Starego do Nowego Bogumina. Dwa lata później, 1 października 1949, Koleje Krajowe stały się częścią Przedsiębiorstw Komunikacyjnych Miasta Ostrawy (czes. Dopravní podniky města Ostravy).

### Dopravní podniky města Ostravy (1949–1973)

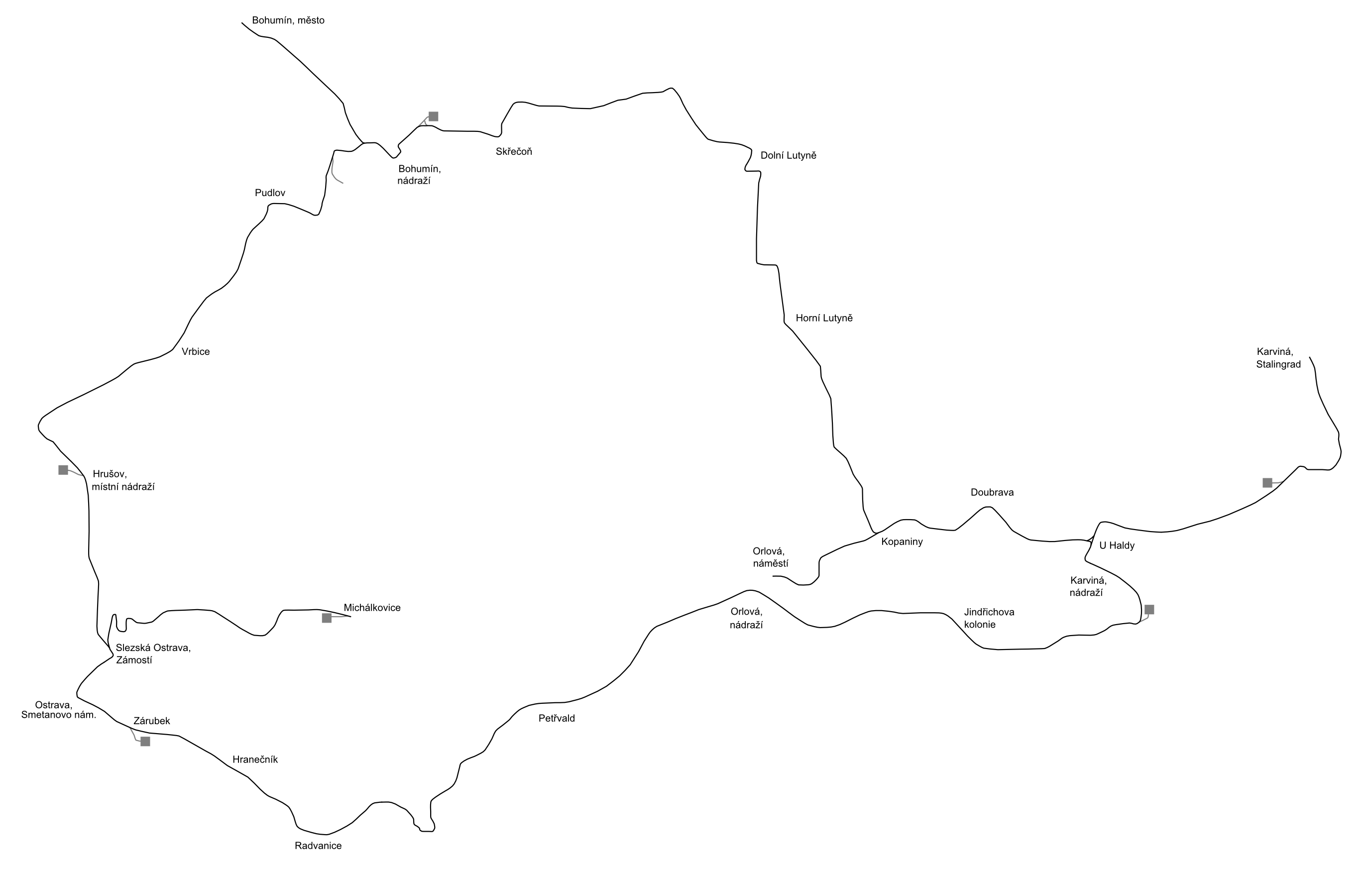
Sieć kolei wąskotorowych w Zagłębiu Ostrawsko-Karwińskim w 1953 roku

Przedsiębiorstwa Komunikacyjne Miasta Ostrawy (czes. Dopravní podniky města Ostravy) powstały 1 stycznia 1949. Pod ich szyldem zjednoczono wszystkich przewoźników Zagłębia Ostrawsko-Karwińskiego:
- Spółkę Morawskich Kolei Lokalnych (czes. Společnost moravských místních drah) obsługującą normalnotorową sieć tramwajową w lewobrzeżnej części dzisiejszej Ostrawy – 1 stycznia 1949
- Kolej Lokalną Ostrawa – Karwina (czes. Místní dráha Ostrava-Karviná) – 1 lipca 1949
- Śląskie Koleje Krajowe (czes. Slezské zemské dráhy) – 1 października 1949
- Witkowicką Kolej Przemysłową (czes. Vítkovická závodní dráha) – 1 lipca 1953

W 1950 r. dokonano likwidacji torowisk w Nowym Boguminie na ul. Dworcowej i Armii Czechosłowackiej – linia do Starego Bogumina jeździła odtąd od dworca przez al. E. Benesza (třída E. Beneše), tak jak dotychczas linia do Hruszowa. W tym samym roku zlikwidowano końcowy odcinek we Frysztacie do rynku kierując w zamian linię do Ośrodka Zdrowia, a w 1953 przedłużając ją do nowego osiedla mieszkaniowego „Stalingrad”. Także w 1950 połączono w Morawskiej Ostrawie ulicę 28 Października (28 října) przez pl. Masaryka (Masarykovo nám.) z pl. Smetany (Smetanovo nám.).
W 1953 r. wprowadzono liczbowe oznaczenia linii (numery poniżej 1-10 miały linie normalnotorowych tramwajów w lewobrzeżnej Ostrawie):
- 11. – Morawska Ostrawa, pl. Smetany – Karwina, osiedle Stalingrad
- 12. – Morawska Ostrawa, pl. Smetany – Michałkowice, kopalnia Michał
- 13. – Morawska Ostrawa, pl. Smetany – Nowy Bogumin, dworzec
- 14. – Nowy Bogumin, dworzec – Stary Bogumin, rynek
- 15. – Nowy Bogumin, dworzec – Karwina, dworzec
- 16. – Orłowa, rynek – Karwina, dworzec

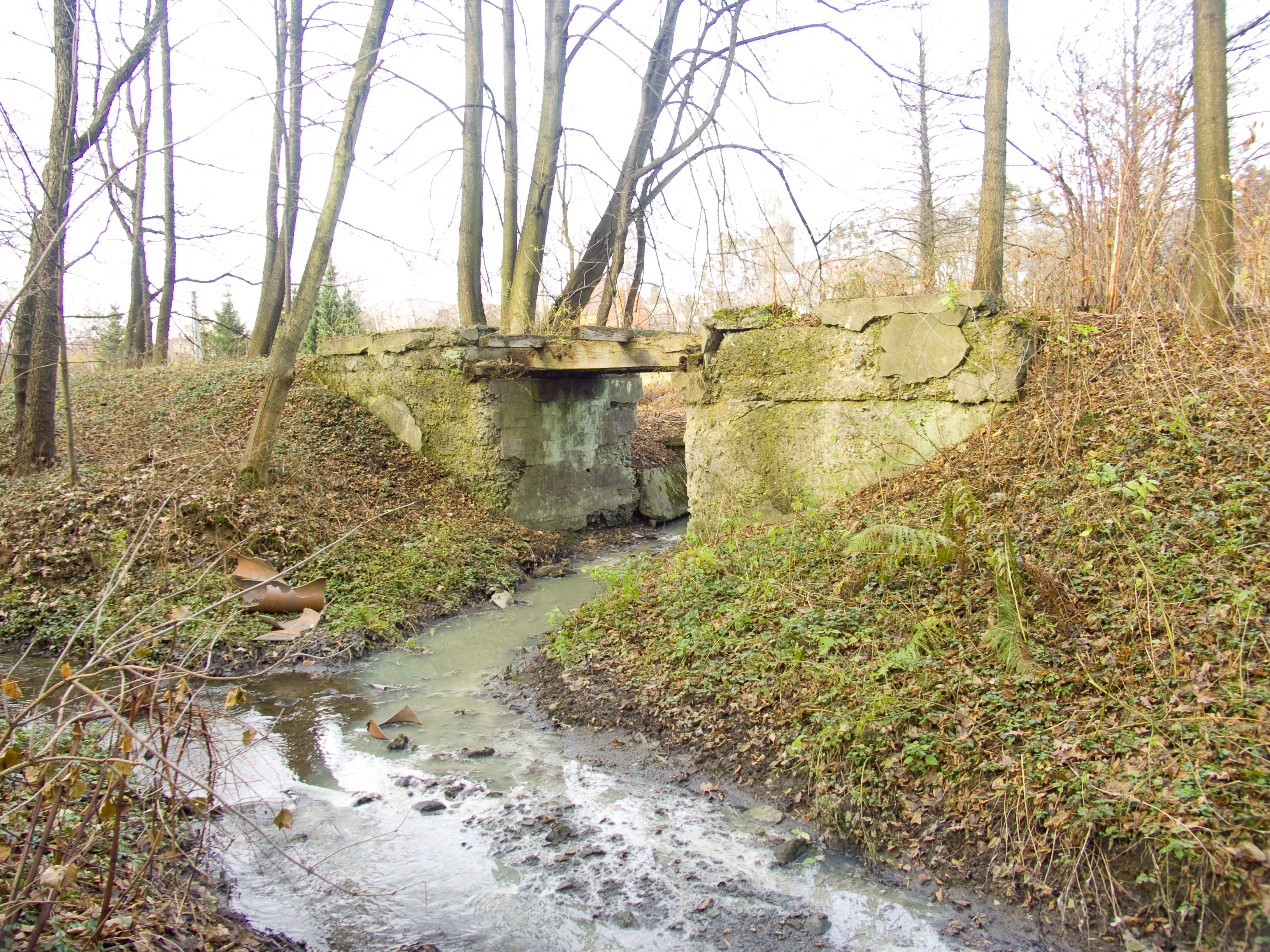
Pozostałość dawnego mostu na linii wąskotorówki w Pietwałdzie

W połowie lat 50. zdecydowano jednak o stopniowej likwidacji ostrawsko-karwińskich wąskotorówek. Jako pierwsza przestała istnieć 30 czerwca 1954 linia do Michałkowic, którą zastąpiono trolejbusami. W 1959 skrócono linię Morawska Ostrawa – Karwina do Hranecznika, na zlikwidowanym odcinku pojawiła się normalnotorowa linia tramwajowa. Likwidacja w 1960 trasy z pl. Smetany w Morawskiej Ostrawie przez ulicę 28 Października i pl. Masaryka do mostu Sikory w Śląskiej Ostrawie była równoznaczna z opuszczeniem przez koleje wąskotorowe lewego brzegu Ostrawicy. W kolejnych latach zlikwidowano linię od dworca w Karwinie do osiedla Stalingrad (1961) oraz ze Śląskiej Ostrawy do Hruszowa (1961), a linię z Karwiny do Nowego Bogumina skrócono tylko do odcinka Lutynia Dolna – Nowy Bogumin (1966). W 1967 ostatecznie przestała istnieć dawna Kolej Lokalna Ostrawa – Karwina. W 1968 linię z dworca w Nowym do rynku w Starym Boguminie skrócono do starobogumińskiego szpitala, a w 1971 przestała istnieć trasa Nowy Bogumin – Dolna Lutynia. Ostatnim rokiem istnienia w Zagłębiu Ostrawsko-Karwińskim podmiejskiej kolei wąskotorowej był rok 1973. 1 sierpnia przestała istnieć linia bogumińska, a 1 października zamknięto ostatni odcinek wąskotorówki – z Nowego Bogumina do Hruszowa.

## Tabor i zajezdnie

### Miejska Uliczna Kolej Parowa w Boguminie / Miejska Kolej Elektryczna w Boguminie
Przez pierwszy rok funkcjonowania tramwajów konnych tabor składał się z dwóch wagonów odkrytych i dwóch krytych.
Po wprowadzeniu w 1903 trakcji parowej linię obsługiwały trzy wagony parowe, cztery używane wcześniej w do przewozów konnych wozy doczepne i jeden nowy wóz doczepny. Ponadto dla przewozów towarowych do dyspozycji Miejskiej Ulicznej Kolei Parowej w Boguminie były trzy lokomotywy parowe i towarowe wozy doczepne różnego typu.
Po wprowadzeniu trakcji elektrycznej przez pierwsze trzy lata (1915–1918) linia bogumińska obsługiwana była przez jeden wagon wypożyczony od Śląskich Kolei Krajowych. W późniejszym okresie eksploatowane były dwa wagony silnikowe (jeden z Koprzywnicy, jeden z Simmeringu) i dwa doczepne używane wcześniej przez kolej parową.
Zajezdnia znajdowała się w Starym Boguminie przy dzisiejszej ul. Śląskiej (Slezská)

### Morawskośląska Spółka Akcyjna Kolei Lokalnej
Morawskośląska Spółka Akcyjna Kolei Lokalnej eksploatowała dwa wagony parowe produkcji Ringhoffera z napędem parowym spółki „Ganz & comp.” oraz cztery wozy doczepne – dwa kryte firmy Roesmann & Kühnemann i dwa odryte z fabryki w Studeńce. Do przewozów towarowych używano dwóch lokomotyw parowych i towarowych wozów doczepnych różnego typu.
Po elektryfikacji (1911) używano wagonów wypożyczonych od Kolei Lokalnej Ostrawa – Karwina.
Drewniana dwutorowa zajezdnia znajdowała się przy końcowym przystanku Hruszów, stacja wodna.

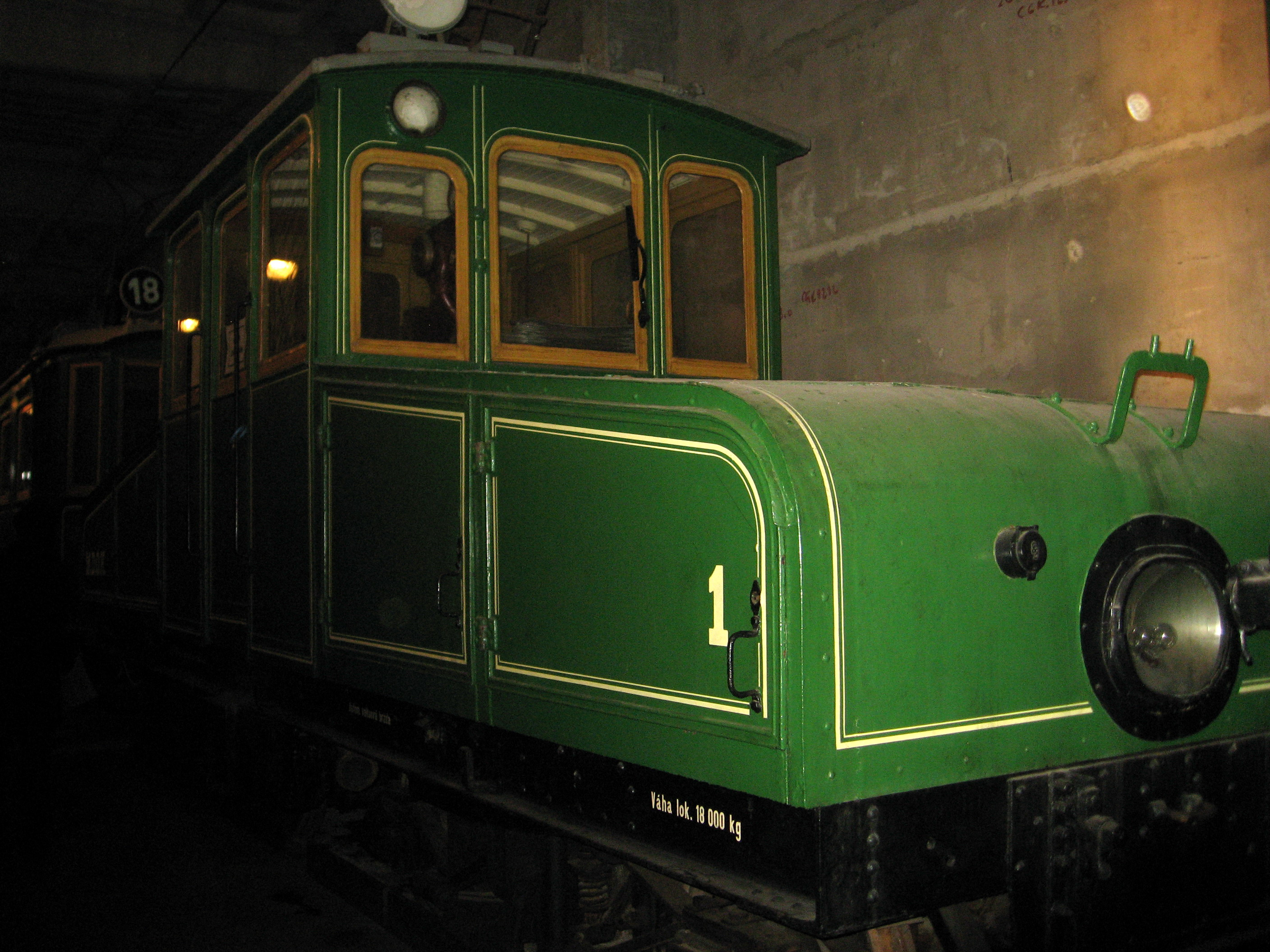
Lokomotywa elektryczna Kolei Lokalnej Ostrawa – Karwina z 1908 r. w Muzeum Technicznym w Brnie

### Kolej Lokalna Ostrawa – Karwina
Do przewozów pasażerskich używano na linii ostrawsko-karwińskiej łącznie przez cały okres istnienia (1909–1949) dziesięć wagonów elektrycznych wyprodukowanych w Koprzywnicy oraz dwadzieścia wozów doczepnych (12 z Koprzywnicy, 8 od Ringhoffera). Przewozy towarowe obsługiwane były jedną lokomotywą elektryczną z Grazu i towarowymi wozami doczepnymi różnego typu.
Główna zajezdnia i zakłady naprawcze znajdowały się w Śląskiej Ostrawie–Zarubku. Istniała również mała, drewniana zajezdnia przy przystanku Karwina, browar.

### Slezské zemské dráhy
Śląskie Koleje Krajowe eksploatowały w sumie osiemnaście wagonów elektrycznych z zakładów w Koprzywnicy i podobną liczba wozów doczepnych tej samej produkcji. Po przejęciu linii Hruszów – Śląska Ostrawa (1914) użytkowano do lat 20. kryte wozy doczepne MSAKL. W latach 1947–1949 do taboru ŚKK zaliczały się również dwa wagony elektryczne i jeden doczepny bogumińskiej Miejskiej Kolei Elektrycznej.
Śląskie Koleje Krajowe posiadały cztery zajezdnie: w Michałkowicach (najstarsza i najmniejsza), Frysztacie i Nowym Boguminie (największa). Po przejęciu linii Hruszów – Śląska Ostrawa użytkowały również zajezdnię w Hruszowie. Zajezdnia w Starym Boguminie po przejęciu przez ŚKK linii bogumińskiej (1947) została zamknięta.

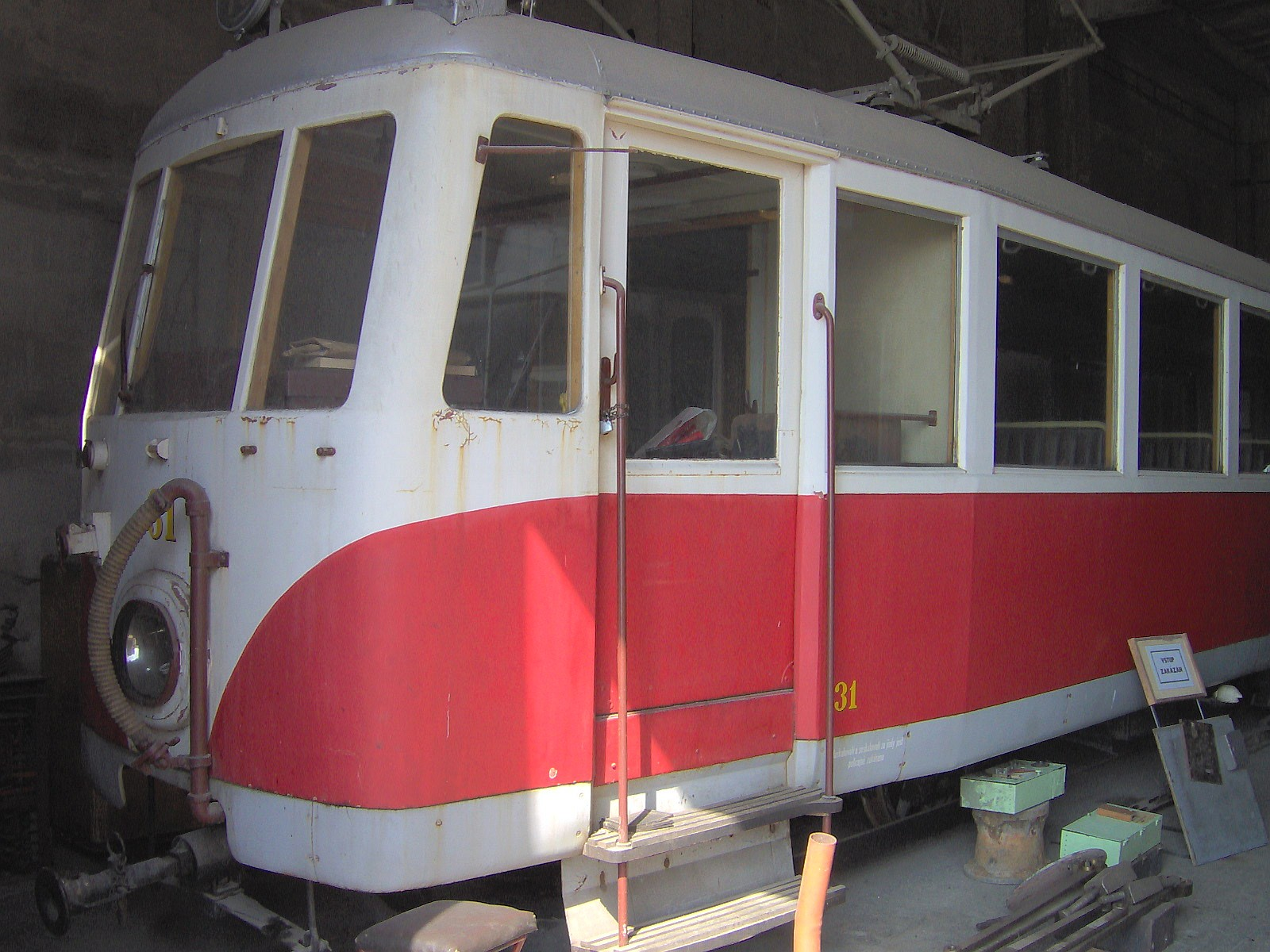
Wagon elektryczny Przedsiębiorstw Komunikacyjnych z 1954 r. w Muzeum Technicznym w Brnie

### Dopravní podniky města Ostravy
Przedsiębiorstwa Komunikacyjne Miasta Ostrawy do końca istnienia systemu kolei wąskotorowej użytkowały tabor odziedziczony po wcześniejszych przewoźnikach. Uzupełniony został w latach 50. o osiem wagonów elektrycznych i cztery wozy doczepne wyprodukowane w fabryce w Czeskiej Lipie.
PKMO korzystały również z już istniejących zajezdni. W 1953 r. powstała nowa, przeznaczona zarówno dla kolei wąskotorowej, jak i normalnotorowych ostrawskich tramwajów, zajezdnia w Śląskiej Ostrawie–Hraneczniku, która zastąpiła tą na Zarubku.

### Istniejący tabor historyczny
Do czasów współczesnych zachowało się dziewięć pojazdów dawnej ostrawsko-karwińskiej kolei wąskotorowej.
| Przewoźnik | Typ pojazdu            | Numer ewidencyjny | Rok produkcji | Producent (po ukośniku część elektryczna) | Obecna lokalizacja    |
| ---------- | ---------------------- | ----------------- | ------------- | ----------------------------------------- | --------------------- |
| MKE        | wagon elektryczny      | 2                 | 1921          | Koprzywnica / Siemens-Schuckert           | SMR Nitra             |
| PKMO       | wagon elektryczny      | 31                | 1954          | Czeska Lipa / ČKD                         | MT Brno               |
| KL O-K     | wagon elektryczny      | 7                 | 1920          | Koprzywnica / Siemens-Schuckert           | MT Brno               |
| KL O-K     | lokomotywa elektryczna | 1                 | 1908          | Grodziec Styryjski / Siemens-Schuckert    | MT Brno               |
| KL O-K     | wóz doczepny           | 117               | 1948          | Studeńka                                  | MT Brno               |
| ŚKK        | wagon elektryczny      | 5                 | 1912          | Koprzywnica / Siemens-Schuckert           | MT Brno               |
| ŚKK        | wóz doczepny           | 105               | 1912          | Koprzywnica                               | Wiglasz (jako pomnik) |
| ŚKK        | wóz doczepny           | 112               | 1912          | Koprzywnica                               | MT Brno               |
| ŚKK        | wóz montażowy          | 452               | 1912          | ?                                         | MT Brno               |

Skróty:
- MKE – Miejska Kolej Elektryczna w Boguminie
- PKMO – Przedsiębiorstwa Komunikacyjne Miasta Ostrawy
- KL O-K – Kolej Lokalna Ostrawa-Karwina
- ŚKK – Śląskie Koleje Krajowe
- SMR Nitra – Słowackie Muzeum Rolnictwa w Nitrze
- MT Brno – Muzeum Techniczne w Brnie